# Barbara Heeb
Barbara Heeb (nascida em 13 de fevereiro de 1969) é uma ex-ciclista suíça de ciclismo de estrada.
Em 1996, Heeb venceu o campeonato mundial e terminou em oitavo lugar na prova de estrada nos Jogos Olímpicos. Foi campeã nacional suíça de estrada em 1990, 1997 e 1998.